# Pittstown (Nueva York)
Pittstown es un pueblo ubicado en el condado de Rensselaer en el estado estadounidense de Nueva York. En el año 2000 tenía una población de 5,644 habitantes y una densidad poblacional de 35 personas por km².

## Geografía
Pittstown se encuentra ubicado en las coordenadas 42°52′35″N 73°30′28″O / 42.87639, -73.50778.

## Demografía
Según la Oficina del Censo en 2000 los ingresos medios por hogar en la localidad eran de $49,968, y los ingresos medios por familia eran $52,194. Los hombres tenían unos ingresos medios de $35,173 frente a los $28,720 para las mujeres. La renta per cápita para la localidad era de $18,578. Alrededor del 6% de la población estaban por debajo del umbral de pobreza.